# Jaroslav z Boskovic
Jaroslav z Boskovic († okolo 12. prosince 1485) byl moravský šlechtic pocházející z rodu pánů z Boskovic.

## Život

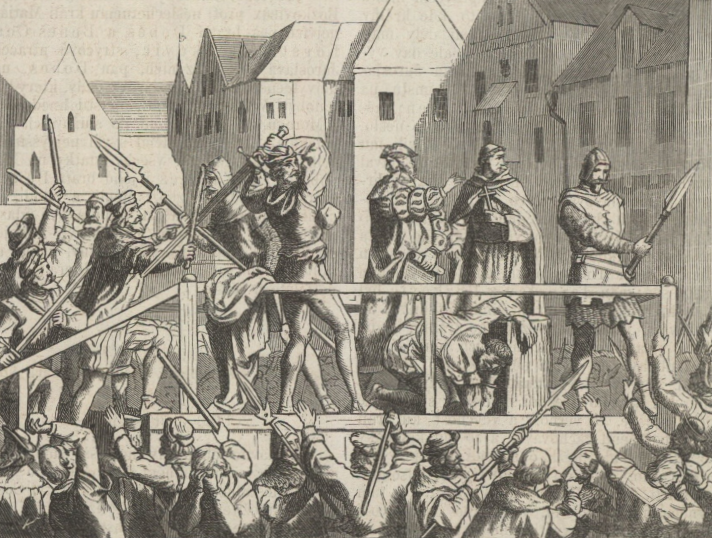
Poprava Jaroslava z Boskovic ve Vídni r. 1485 (Česko-moravská kronika, 1872)

Jeho otcem byl Václav z Boskovic, zvaný též jako Vaněk, matkou byla Kunka z Kravař a ze Strážnice. První písemná zmínka o Jaroslavovi pochází z roku 1452. Při vypuknutí česko-uherských válek se Boskovicové postavili na stranu uherského krále Matyáše Korvína. Jaroslav z Boskovic zde učinil obrovskou kariéru a stal se z něj Matyášův tajný rada a kancléř. Světlou budoucnost mu překazila dělová koule, která vletěla do stanu krále Matyáše při obléhání hradu Ebersdorfu v lednu roku 1485.
Jaroslav byl nařčen ze zrady, mučen a krátce na to ve Vídni popraven. Zemřel bez potomků.